# Sitalcina madera
Sitalcina madera is een hooiwagen uit de familie Phalangodidae.